# Södermanland
Södermanland je švedska pokrajina u Svealandu. 

## Administrativna podjela
Tradicionalne pokrajine u Švedskoj nemaju administrativnu ili političku svrhu, ali su povijesni i kulturni subjekt. Pokrajina je danas dio županija Södermanland, Stockholm i Västmanland.

## Zemljopis
Södermanland se nalazi na jugozapadu Švedske, na obalama Baltičkog mora i jezera Mälaren. Graniči s pokrajinama Östergötland, Närke, Västmanland i Uppland. Prostire se na 8.169 km². 

## Stanovništvo
Prema podacima iz 2009. godine u pokrajini živi 1.193.583 stanovnika dok je prosječna gustoća naseljenosti 146 stanovnika na km², te je najgušće naseljena švedska pokrajina
| Županija                  | Stanovništvo |
| ------------------------- | ------------ |
| dio Stockholm županije    | 917.944      |
| dio Södermanland županije | 268.987      |
| dio Västmanland županije  | 6.652        |